# Zope
A Zope egy javarészt Python programozási nyelven írt objektumorientált webalkalmazás-kiszolgáló.
A Zope a „Z Object Publishing Environment” rövidítése. A rendszer majdnem teljes egészében webes felületen, böngésző segítségével menedzselhető. Alkalmas egyedi webalkalmazások létrehozására, de sok Zope-ra alapuló tartalomkezelő rendszer is létezik, mint például a Plone, a Nuxeo CPS vagy a Zwiki.

## Külső hivatkozások
- http://zope.org